# 近藤浩徳
近藤 浩徳（こんどう ひろのり、1980年11月14日 - ）は、日本の男性声優、舞台俳優、ナレーター。神奈川県横浜市磯子区出身。アトミックモンキー所属。
代表作に『機動戦士ガンダム THE ORIGIN』（クランプ）、『メイド イン ワリオ ゴージャス』（ワリオ）、『ザ・ボーイズ』（ホームランダー〈アントニー・スター〉の吹き替え）などがある。

## 略歴
神奈川県横浜市磯子区出身だが、12歳で千葉県佐倉市に転居している。
テレビゲームを作りたく、情報系大学に進学していたが、C言語で挫折。その後は放射線の研究所に勤務するも退職。
勝田声優学院第23期として入学して演劇の道に転向する。
2007年から2020年まで劇団ヘロヘロQカムパニーに所属していた。在籍中は小道具を担当。
アトミックモンキー声優・演技研究所 第1期卒業生。2008年にアトミックモンキー所属。

## 人物
趣味はプロレス、ラーメン食べ歩き、伏臥上体反らし、格闘技観戦。

## 出演
太字はメインキャラクター。

### テレビアニメ
2007年
- D.C.II 〜ダ・カーポII〜（男子生徒）

2008年
- 銀魂（2008年 - 2011年、ゲーマー星人B、親衛隊幹部B、よきかな中年隊〈マンション〉、チューパットの酎兄弟〈弟〉 他） - 2シリーズ
- 魍魎の匣（村人B）
- 遊☆戯☆王5D's（2008年 - 2009年、編集長、ボス 他）
- 恋姫†無双（兵）

2009年
- 青い文学シリーズ「走れメロス」（部員B、山賊B）
- 蒼天航路（張済、隊員、部下B、武将A、見張り番B、盗賊B 他）

2010年
- あそびにいくヨ!（マットレイ、巡視艇 乗組員、助監督）
- スーパーロボット大戦OG -ジ・インスペクター-（2010年 - 2011年、連邦軍パイロット、機関部兵D、ジオンパイロットA、ノイエDC艦長 他）
- それでも町は廻っている（TV運転手、宮崎先生、黒宇宙人、トラック同乗者）

2011年
- 電波女と青春男（魚屋）
- DOG DAYS（2011年 - 2012年、戦士長、兵士、戦士、店員 他） - 2シリーズ
- ファイ・ブレイン 神のパズル（2011年 - 2012年、黒服、男） - 2シリーズ
- フラクタル（ブッチャー）
- 未来日記（スコッチ）

2012年
- アルカナ・ファミリア -La storia della Arcana Famiglia-（ニーノ）
- ソードアート・オンライン（プレイヤー、軍の兵士、血盟騎士団）

2013年
- 幻影ヲ駆ケル太陽（華夢）
- PSYCHO-PASS サイコパス（男子学生）
- サムライフラメンコ（2013年 - 2014年、MC、ビッグリーダー）
- THE UNLIMITED 兵部京介（歩兵）
- ビーストサーガ（ヒヅメ団A、ピラゾンC、ピラゾンB、クリーナー兵A）
- ファンタジスタドール（ドール店店主）
- Free!（真琴の父）

2014年
- ブレイク ブレイド（バルド隊隊員D）

2015年
- カードファイト!! ヴァンガードG（堂島）
- 攻殻機動隊 ARISE ALTERNATIVE ARCHITECTURE（将校A、部長、藤本彰）
- デス・パレード（刑事C）
- トリアージX（大道悠紀夫）
- VENUS PROJECT -CLIMAX-（酒場の店主、カメラマン）

2016年
- ガーリッシュナンバー（スタジオ社長、常務）
- バトルスピリッツ　ダブルドライブ（白猿）

2017年
- GRANBLUE FANTASY The Animation（帝国兵C）
- 神撃のバハムート VIRGIN SOUL（肉屋の主人、労働者、反シャリオス派の男、漆黒兵）
- アニメガタリズ（ネコ先輩）

2018年
- デュエル・マスターズ シリーズ（2018年 - 2022年、でんでん、ドルツヴァイ・アステリオ、マツぽっくん、DX銃斬首領 SEVEN、バラギアラ） - 5シリーズ
- デビルズライン（無線、鬼、千頭幸助）
- レイトン ミステリー探偵社 〜カトリーのナゾトキファイル〜（2018年 - 2019年、グレゴリー、アーノルドガルフレッツアー）
- ピアノの森（2018年 - 2019年、ヤン、パン・ハオ、ダニエル・ハント） - 2シリーズ
- キラッとプリ☆チャン（ドン大西）
- ゾンビランドサガ（助監督）

2019年
- けだまのゴンじろー（2019年 - 2020年、悪漢、ツッパリ(2)、山賊A、ボス）
- ポチっと発明 ピカちんキット（実況）
- 炎炎ノ消防隊（2019年 - 2025年、住民、商人、船員） - 2シリーズ
- ゾイドワイルド ZERO（2019年 - 2020年、指揮官、兵士）
- 歌舞伎町シャーロック（若造）

2020年
- 妖怪学園Y 〜Nとの遭遇〜（2020年 - 2021年、ゲスノート / ゲスパイダー、ブラックアーミー、須波ヌキオ、モグラモス、ビッグブラック2、ピットブル、トサン、鮫木ホジロウ、ミューゼ 他）
- 理系が恋に落ちたので証明してみた。（2020年 - 2022年、加納星柔志） - 2シリーズ
- ハイキュー!! TO THE TOP（解説者、解説A、解説）
- 八男って、それはないでしょう!（ブライヒレーダー辺境伯）
- 社長、バトルの時間です!（中間マジュー）
- フルーツバスケット（運転手）
- アクダマドライブ（処刑課、通信）
- ドラゴンクエスト ダイの大冒険（ネルソン船長）
- おそ松さん（2020年 - 2021年、カス男、ナンマイダー、芋人、バッシー、記者）

2021年
- 怪物事変（救急隊員、作業員、アナウンサー、結と晶の父）
- 蜘蛛ですが、なにか?（ゴイエフ）
- ドラえもん（テレビ朝日版第2期）（2021年 - 2022年、家老、レポーター）
- かげきしょうじょ!!（八さん、黒毛勲、医師、監督）
- メガトン級ムサシ（2021年 - 2023年、山本元祐、坂東介次郎、島田、オペレーター） - 2シリーズ
- ブルーピリオド（おねえさん）

2022年
- 永遠の831（杉野議員）
- プラチナエンド（良永）
- 僕のヒーローアカデミア（ミスター・スマイリー）
- 失格紋の最強賢者（店主）
- キャップ革命 ボトルマンDX（2022年 - 2023年、黒服A、ボトルバトラー3、BMA幹部B、BMA研究員、男性ファン2 他）
- もっと!まじめにふまじめ かいけつゾロリ（パナロ、ハイソ、かずき）
- 連盟空軍航空魔法音楽隊ルミナスウィッチーズ（連盟空軍の将官、村人）
- 東京ミュウミュウ にゅ〜♡（2022年 - 2023年、演出家、先生、剣道部員、ピエロ） - 2シリーズ
- 惑星のさみだれ（局長）
- 黒の召喚士（兵士）
- 虫かぶり姫（パスカル子爵）
- うる星やつら (2022)（2022年 - 2023年、羊飼い、鬼、斉東）
- 聖剣伝説 Legend of Mana -The Teardrop Crystal-（支配人）
- チェンソーマン（永遠の悪魔）
- 4人はそれぞれウソをつく（結婚相談所の男性）
- 農民関連のスキルばっか上げてたら何故か強くなった。（御者）

2023年
- 機動戦士ガンダム 水星の魔女（マチェイ）
- ひろがるスカイ!プリキュア（2023年 - 2024年、雑木林おさむ、屋台の男、隊員、ライオン、兵士）
- アイドルマスター シンデレラガールズ U149（ディレクター）
- ポケットモンスター（2023年 - 2025年、ハンベル）
- 贄姫と獣の王（家臣C、近衛兵、臣下、議員C、商人）
- Fate/strange Fake -Whispers of Dawn-（魔術師）
- BLEACH 千年血戦篇-訣別譚-（聖兵）
- 呪術廻戦 懐玉・玉折/渋谷事変（蛯名仁次）
- 暴食のベルセルク（村長）
- Helck（処刑人）

2024年
- 俺だけレベルアップな件（2024年 - 2025年、宍戸耕史郎） - 2シリーズ
- 烏は主を選ばない（雪正）
- グレンダイザーU（佐伯、アナウンサー）
- 魔導具師ダリヤはうつむかない（ギルド職員〈男性D〉、ニコラ・アストルガ）
- 逃げ上手の若君（牡丹）
- トリリオンゲーム（2024年 - 2025年、前山田）
- デリコズ・ナーサリー（商人）
- 七つの大罪 黙示録の四騎士（ビアンキ）

2025年
- 魔法使いの約束（兵士、使者、市民、トビカゲリ）
- 青のミブロ（門人）
- 外れスキル《木の実マスター》 〜スキルの実（食べたら死ぬ）を無限に食べられるようになった件について〜（住民）
- クラスの大嫌いな女子と結婚することになった。（老人C）
- SAKAMOTO DAYS（湯太郎の父）
- 神統記（テオゴニア）（フリン）
- 俺は星間国家の悪徳領主!（役人）
- LAZARUS ラザロ（学者、エージェント）
- キミと僕の最後の戦場、あるいは世界が始まる聖戦 Season II（オルネイク）
- GUILTY GEAR STRIVE: DUAL RULERS（オペレーター）
- Turkey!（村人）
- ニャイト・オブ・ザ・リビングキャット（男性）

### 劇場アニメ
2010年
- 劇場版 銀魂 新訳紅桜篇
- TRIGUN Badlands Rumble

2011年
- ブレイク ブレイド（テスト搭乗士B）

2013年
- 劇場版 銀魂 完結篇 万事屋よ永遠なれ（天人）
- 攻殻機動隊ARISE（部長）

2015年
- アニメガタリ（ネコ先輩）
- 攻殻機動隊 新劇場版（藤本彰）
- 映画 ハイ☆スピード！-Free! Starting Days-（真琴の父親）

2022年
- 怪盗クイーンはサーカスがお好き（プリズムプリズム）

2025年
- ベルサイユのばら（ド・ローネー）

### OVA
- BLACK LAGOON Roberta's Blood Trail（2010年、マレロ、バロウズ）
- あそびにいくヨ!おーぶいえーであそびきにました!!OVAすぺしゃる（2011年、マットレイ）
- コイ☆セント（2011年、部下達）
- 機動戦士ガンダム THE ORIGIN（2015年 - 2017年、クランプ[16]） - 2019年に再編集作品『THE ORIGIN 前夜 赤い彗星』テレビ放送

### Webアニメ
- テルマエ・ロマエ ノヴァエ（2022年、店主、男性、労働者、おじいちゃん、市民 他）
- PLUTO（2023年、クルトの父）
- 崩壊:スターレイル ショートアニメ（2024年、公輸先生）
- BULLET/BULLET（2025年、同僚[初出 6]、デストロ犬[17][初出 7]、店員[初出 15]）

### ゲーム
2006年
- アラビアンズ・ロスト〜The engagement on desert〜（イディット）

2007年
- クローバーの国のアリス 〜Wonderful Wonder World〜（使用人）

2008年
- LORD of VERMILION（ダンターグ、ボクオーン）

2010年
- ACE COMBATX2 ジョイントアサルト（ファリド・ガビリア）
- 薄桜鬼 黎明録（隊士役 他）
- ロード オブ アルカナ（男性プレイヤー音声）

2011年
- 第2次スーパーロボット大戦Z 破界篇

2012年
- タイムトラベラーズ

2013年
- 月英学園 -kou-
- マブラヴ オルタネイティヴ クロニクルズ 04（千葉春久）

2014年
- 白猫プロジェクト（2014年 - 2016年、ウィリアム、タイキ、黒鋼兵士、デザートン、ハンサム、マッハ、ハカセ）
- 戦国BASARA4

2015年
- 幻獣契約クリプトラクト（マッドハッター、ベルフェゴール）
- グランブルーファンタジー（2015年 - 2016年、瞋 他）
- 封印勇者！マイン島と空の迷宮（バージュ）
- PROJECT X ZONE 2:BRAVE NEW WORLD（タイラントT-002、スーパータイラントT-002、シュトゥルム、降魔、降魔兵器、強化忍・大筒、エッグベア、カンバラーベア、屍兵〈戦士、賢者、アーチャー〉）

2016年
- クイズRPG 魔法使いと黒猫のウィズ（デザートン、ハンサム、マッハ、ハカセ）
- ヴァルキリーコネクト（傭兵クロザック、不死鳥ヴィゾフニル）

2017年
- LET IT DIE（コモドール・スズキ）
- LORD of VERMILION IV（マリガン神）
- 巨影都市（中川則夫）

2018年
- 共闘ことばRPG コトダマン（2018年 - 2023年、ジャミングール、クンツァイト、永遠の悪魔）
- サガ スカーレット グレイス 緋色の野望（グリフィン、トマト、マリガン神）
- モンスターハンター：ワールド（大団長）
- メイド イン ワリオ ゴージャス（ワリオ / ワリオデラックス）

2019年
- デビルメイクライ5（プロトアンジェロ）
- モンスターハンターワールド:アイスボーン（大団長）

2020年
- 妖怪学園Y〜ワイワイ学園生活〜（須波ヌキオ、ゲスパイダー / ゲスノート、スキャンダルメシアン、ブラックアーミー、モグラモス、ビッグブラック、ナマゴミン）
- 妖怪ウォッチ ぷにぷに

2021年
- おすそわける メイド イン ワリオ（ワリオ、バグワリオ、ゲームをつかさどるもの）
- メガトン級ムサシ（坂東介次郎、山本元佑）

2022年
- ポケモンマスターズEX（2022年 - 2024年、シジマ）
- モンスターストライク（永遠の悪魔）

2023年
- 崩壊:スターレイル（公輸先生）
- コール オブ デューティ モダン・ウォーフェアII（ホームランダー）
- インフィニティ ストラッシュ ドラゴンクエスト ダイの大冒険（ネルソン）
- 超おどる メイド イン ワリオ（ワリオ、ボルケーノワリオ）

### ドラマCD
- 銀河ロイドコスモXIN ヒーロークロスライン（怪物A）
- ケロケロエース 2009年7月号付録・声つきマンガDVD（「ののののみどりちゃん」校長先生役、「うんP先生」半沢父役）
- 幻想水滸伝II（グスタフ）
- バカとテストと召喚獣 vol.2（大会審判）
- ブロッケンブラッド ドラマCD（映画予告ナレーション）
- 無限のフロンティアEXCEED×スーパーロボット大戦OG スペシャルドラマCD「無限の扉絵」（パイロットB）
- モンスターコレクションTCGドラマCD 七星魔導史マフィン伝「魔剣の姫君と花園の歌姫」（ホブタ）

### BLCD
- アキハバラフォーリンラブ（オーナー）
- 教師も色々あるわけで2（校長先生、ホステス）
- 恋するインテリジェンス2（柳介次、SP2）
- ササクレ・メモリアル（奥田）
- マッチ売り（高岡教授〈先生〉）
- 憂鬱な朝（井上）
- 誘惑者の恋（ハーリム）

### 吹き替え

#### 担当俳優
B・D・ウォン
- キミとボクの距離（トム）
- ジュラシック・ワールドシリーズ（ヘンリー・ウー博士）
  - ジュラシック・ワールド ※劇場公開版
  - ジュラシック・ワールド/炎の王国 ※劇場公開版
  - ジュラシック・ワールド/新たなる支配者 ※劇場公開版
  - ジュラシック・ワールド・エボリューション
  - ジュラシック・ワールド・エボリューション2

- フォーカス（リ・ユアン）
- MR. ROBOT/ミスター・ロボット（ホワイト・ローズ）

#### 映画
- アウトロー・キング スコットランドの英雄 ※Netflix版
- アドベンチャー・イン・アフリカ（トビー）
- アベンジャーズ
- アンドロイドコップ
- 監獄の首領
- キャリー（アーニー・ピーターソン〈フィリップ・ノズカ〉[33]）
- KILLERMAN/キラーマン（ペリコ〈ズラッコ・ブリッチ〉[34]）
- ジャドヴィル包囲戦 -6日間の戦い-
- スティーラーズ
- スローターハウス・ルールズ（ランバート〈アレックス・マックイーン〉[35]）
- タイム・ループ 7回殺された男（ステン・ゼンドール、デヤン・シクミロビッチ、ティホミル・スタニック）
- 天才犬ピーボ博士のタイムトラベル
- ドラゴン・アイズ（セオ）
- ドライブ・アングリー3D
- トロールズ
- 名もなき生涯
- ニンジャ・アベンジャーズ
- パージ：エクスペリメント
- ヘラクレス 帝国の侵略
- ミッション:インポッシブル/ゴースト・プロトコル
- ロクサーヌ、ロクサーヌ

#### ドラマ
- アメ車カスタム専門 カウンティング・カーズ（スコット）
- アメリカお宝鑑定団ポーンスターズ
- アメリカン・ピッカーズ
- アンダーカバー・ボス 社長潜入調査
- イカゲーム（ガラス職人）
- NCIS: ニューオーリンズ
- エレファント・ウォーズ（ライアン・テート）
- エレメンタリー ホームズ&ワトソン in NY
- カーニバル・ロウ（アグレウス、ジャック）
- カラーで見る夜の世界
- ギルモア・ガールズ
- ゴースト 〜天国からのささやき（ディーン）
- ザ・スタジオ（アントニー・スター（本人役））
- ザ・スパイ -エリ・コーエン-
- ザ・ボーイズ（ホームランダー〈アントニー・スター〉）
- ザ・山男（”ライオンハンター”リッチ・ルイス、プレストン、モーガン・ビーズリー[36]）
- ザ・ラストシップ（ベーコン[37]）
- ジェン・ブイ（ホームランダー〈アントニー・スター〉）
- 食品産業に潜む腐敗
- STUDIO 666/スタジオ666（ライオネル・リッチー）
- ストレイン 沈黙のエクリプス
- 高い城の男
- DALLAS/スキャンダラス・シティ（クライド）
- チャッキー（ローゼン医師）
- ティーン・スパイ K.C.（ヴィクター、ジャッカル）
- テキサスWILDパトロール
- ビッグバン★セオリー/ギークなボクらの恋愛法則（ザック）
- HEROES REBORN/ヒーローズ・リボーン（ルイス監督[38]）
- ヒトラーを追跡せよ!〜浮かび上がった亡命説〜（ボブ・ベーア）
- ヒトラーを追跡せよ!〜ナチス最高幹部と秘密計画〜（ボブ・ベーア）
- ブラックリスト
- ホワイトカラー
- 僕と君と彼女の関係
- マネー 〜彼女が手に入れたもの〜（ハワード〈ロン・ファンチズ〉）
- モーターシティの改造集団 デトロイト・スティール（スティーヴ・オー）
- 夜警日誌（サゴン[39]）
- ラッシュアワー
- リーサル・ウェポン
- レバレッジ 〜詐欺師たちの流儀（クリース）
- 歴史的秘宝を探し出せ!（デール / 考古学者）
- LAW & ORDER:LA（ボッセイ捜査官、グリーシャ）
- ロック&キー

#### アニメ
- ヴォルトロン
- サンダーバード ARE GO
- ジョニーテスト（ぼん・ぼん・ボーイ）
- ミュータント・タートルズ
- レギュラーSHOW〜コリない2人〜（マッスルマン[40]）
- ロボカーポリー（マックス、レピ、テリー）

### 特撮
- 劇場版 仮面ライダーディケイド オールライダー対大ショッカー（2009年､スーツアクター）
- スーパー戦隊シリーズ
  - 特命戦隊ゴーバスターズ（2012年、デンシャロイド2の声）
  - 手裏剣戦隊ニンニンジャー（2015年、妖怪カッパの声[41]）
  - 宇宙戦隊キュウレンジャー（2017年、ユメパックンの声）
  - 機界戦隊ゼンカイジャー（2021年、カブトムシワルドの声[42]）

### ナレーション
- 頭に来てもアホとは戦うな!（Amazon Audible）
- アリゲーターハンター（ヒストリーチャンネル）
- アメリカ極秘文書の謎（ヒストリーチャンネル）
- 1時間でわかるビットコイン入門（Amazon Audible）
- 1分で頭の中を片づける技術（Amazon Audible）
- 今治タオル 奇跡の復活 起死回生のブランド戦略（Amazon Audible）
- 大前研一ビジネスジャーナルNO.12（Amazon Audible）
- おすそわける メイド イン ワリオ（ワリオ）
- 筋トレが最強のソリューションである　マッチョ社長が教える究極の悩み解決法　バルクアップ版（Testosterone著／Amazon Audible）
- 女子大生風俗嬢 若者貧困大国・日本のリアル（Amazon Audible）
- 「すぐやる人」になれば仕事はすべてうまくいく（Amazon Audible）
- 世界のエリートはなぜ、「この基本」を大事にするのか? （Amazon Audible）
- 禅、シンプル生活のすすめ （Amazon Audible）
- てっぺんとるぞ THE RAMPAGE（GYAO!オリジナル）
- トヨタの伝え方（Amazon Audible）
- 小学館「家庭医学大辞典」ママはホームドクター編 ラジオCM
- 南北戦争将軍列伝 リーとグラント（ヒストリーチャンネル）
- 熱狂の王 ドナルド・トランプ（Amazon Audible）
- バンダイ『ウルトラマンジード DXジードクロー』
- バンダイ『ウルトラマンジード DXジードライザー』
- バンダイ『ウルトラマンジード 金のウルトラカプセルキャンペーン』
- プロフェッショナル リーダーシップ（Amazon Audible）
- マーフィー 世界一かんたんな自己実現法（Amazon Audible）
- マーフィー 眠りながら奇跡を起こす（Amazon Audible）
- 光岡自動車「デビルマン オロチ」CM
- 歴代大統領でたどるアメリカ史（ヒストリーチャンネル）
- EVOLVE PV サバイバルトレーラー(日本語吹き替え版)[43]
- JRA-VAN Presents ガチンコ馬券ダービーII（グリーンチャンネル）
- MONDAY MAGIC（プロレスリング・ノア）

### デジタルコミック
- UULAマンガ 砂の栄冠（2014年、曽我部公俊[44]）
- GANMA!ムービングコミック人形峠（2018年、金留参太郎[45]）
- アニコミ 聖女なのに国を追い出されたので、崩壊寸前の隣国へ来ました（2024年、グングエル[46]） - 2025年にテレビ放送

### ラジオ
- 杉田智和のアニゲラ!ディドゥーーン 第20回、第46回、第72回、第124回ゲスト（文化放送超!A&G+)

### ラジオドラマ
- 花の慶次 〜雲のかなたに〜（家臣、傾奇者A、前田利家）

### 舞台
- 劇団ヘロヘロQカムパニー
  - 異人たちとの夏
  - Mach Recording a GoGo!!
  - 女ドラゴン☆さやか!スーパーヒーロー大集合!!
  - 八つ墓村
  - ウマいよ!地球防衛ランチ 〜残さず食べてね〜
  - タイム・ドカ〜ン 〜嘘への扉〜
  - カラクリ雪乃JOE変化
  - 電波ヒーロー 〜夢みるチカラ〜 FINAL
  - 悪魔が来りて笛を吹く
  - 究極!アニメ店長DECADE
  - 魔界転生
  - ホタエナッ!! 〜Who Killed Ryoma?〜
  - 即興!![ガチとの遭遇]
  - 獄門島
  - 名探偵を探せ!Qの喜劇
  - リザードマン 〜Bitter Pain Dolls〜
  - トンボイ!!
  - DARK CROWS トキノソラ
  - 怪盗不思議紳士 Twice
  - 無限の住人
  - もっけの幸いの「もっけ」ってモノノケの事なんだって。知ってる?!
  - 犬神家の一族
  - 声優に死す 〜other side〜
  - 無限の住人〜完結編〜
  - DARK CROWS 2019 トキノソラ
  - 冒険秘録 菊花大作戦

- その他の舞台 
  - 舞台「炎の蜃気楼 昭和編　夜啼鳥ブルース」（ナレーション、上杉謙信の声）
  - 舞台「炎の蜃気楼 昭和編 瑠璃燕ブルース」（ナレーション）
  - 舞台「炎の蜃気楼 昭和編 夜叉衆ブギウギ」（ナレーション）
  - 舞台「炎の蜃気楼昭和編 紅蓮坂ブルース」（ナレーション、僧の声）
  - 舞台「炎の蜃気楼昭和編 散華行ブルース」（上杉謙信の声）
  - 朗読劇　錻力のマリ・アンペール

### その他コンテンツ
- アニメ 「ひぷほぷ」（ニコニコ動画、兄者 役）
- 女性向け/禁断極上ボイス〜魅惑の恋が始まるシチュエーションボイス〜Vol4「バーで教わるキスとカクテルの味〜バーで歳の離れたオジサマと」 [47]

## ディスコグラフィ
| 発売日  | タイトル            | 名義                                                                    | 楽曲               | タイアップ                           |
| 2015年  | 2015年              | 2015年                                                                  | 2015年             | 2015年                               |
| ------- | ------------------- | ----------------------------------------------------------------------- | ------------------ | ------------------------------------ |
| 1月28日 | CR真・花の慶次/空へ | 豊臣秀吉（CV：家中宏）徳川家康（CV：世古陽丸） 前田利家（CV：近藤浩徳） | 天下人、ここにあり | 『CR真・花の慶次』キャラクターソング |

### シリーズ一覧
1. ↑  第1期（2008年 - 2010年）、第2期『銀魂’』（2011年）
2. ↑  第1期（2011年）、第2期『DOG DAYS'』（2012年）
3. ↑  第1シリーズ（2011年）、第2シリーズ（2012年）
4. ↑  【デュエル・マスターズ（2017年版）】

第2期『デュエル・マスターズ！』（2018年 - 2019年）、第3期『デュエル・マスターズ!!』（2019年 - 2020年）

【デュエル・マスターズ キング】

第1期（2020年）、第2期『キング！』（2022年）、第3期『キングMAX』（2022年）
5. ↑  第1シリーズ（2018年）、第2シリーズ（2019年）
6. ↑  第1期（2019年）、第3期『参ノ章』第1クール（2025年）
7. ↑  第1期（2020年）、第2期『r=1-sinθ』（2022年）
8. ↑  シーズン1（2021年）、シーズン2（2022年 - 2023年）
9. ↑  第1期（2022年）、第2期（2023年）
10. ↑  Season 1（2024年）、Season 2 -Arise from the Shadow-（2025年）

### 初出話一覧
1. 1 2  第3期 第8話初出
2. ↑  第1期 第13話初出
3. ↑  第3期 第10話初出
4. ↑  第13話初出
5. 1 2 3  第10話初出
6. 1 2  第1話初出
7. 1 2 3 4 5 6  第2話初出
8. 1 2 3  第3話初出
9. 1 2 3 4  第11話初出
10. ↑  第20話初出
11. ↑  第8話初出
12. ↑  第29話初出
13. ↑  第32話初出
14. 1 2  第5話初出
15. 1 2 3 4  第6話初出
16. ↑  第12話初出
17. ↑  第18話初出
18. ↑  第7話初出